# Plays Live
Plays Live ist das erste Live- und das fünfte Album insgesamt des englischen Singer-Songwriters und Rock-Musikers Peter Gabriel und wurde am 8. Juni 1983 von Charisma Records veröffentlicht. Es ist sein erstes, nicht einfach Peter Gabriel betiteltes Album.

## Hintergrund
Das Livealbum wurde unter dem Namen Plays Live ursprünglich 1983 als Doppelalbum und Longplay-Kassette mit sechzehn Liedern veröffentlicht. Es wurde 1985 als Einzel-CD mit dem Titel Plays Live – Highlights mit nur zwölf Liedern wiederveröffentlicht, von denen einige so bearbeitet wurden, dass das Album auf eine einzige Disc passte. 1987 wurde es in seiner Gesamtheit als Doppel-CD-Set wiederveröffentlicht. Im Jahr 2002 erschien ein Remaster der Highlights-Version. Im Jahr 2019 wurde die komplette Doppel-LP-Version erstmals auf Streaming-Plattformen veröffentlicht.
Im Jahr 2021 wurde die ursprüngliche Doppel-CD-Version in remasterter Form veröffentlicht. Das auf der Rückseite der Verpackung angegebene Copyright-Datum (p) für Tonaufnahmen deutet darauf hin, dass diese Version tatsächlich zur gleichen Zeit wie der Rest von Gabriels Backkatalog im Jahr 2002 neu gemastert wurde.
Bei dieser Tour war erstmals David Rhodes an der E-Gitarre live mit dabei. Das Stück I Go Swimming kommt nur auf diesem Livealbum vor. Es war eigentlich während der Sessions für Peter Gabriel (Melt) von 1980 aufgenommen und vorgesehen und wurde auch auf der damaligen Tour gespielt, wurde aber letztendlich nicht auf dem Studioalbum veröffentlicht.

## Entstehung
Für das Livealbum Plays Live wurden Aufnahmen von folgenden Konzerten verwendet, die im Herbst 1982 in den USA im Mittleren Westen stattfanden:
- Braden Auditorium, Illinois State University, Normal, Illinois, 3. Dezember 1982
- Memorial Hall, Kansas City, Kansas, 4. Dezember 1982
- Chick Evans Field House, Northern Illinois University, DeKalb, Illinois, 6. Dezember 1982
- SIU Arena (heute: Banterra Center), Southern Illinois University, Carbondale, Illinois, 7. Dezember 1982

In den Liner Notes der Produzenten heißt es: „Obwohl dieses Album aus vier Konzerten im Mittleren Westen der Vereinigten Staaten zusammengestellt wurde, fanden einige zusätzliche Aufnahmen keine tausend Meilen von der Heimat des Künstlers entfernt statt. Der allgemeine Begriff für diesen Prozess ist 'Schummeln'. Es wurde darauf geachtet, dass die Essenz der Konzerte intakt bleibt, einschließlich der 'menschlichen Unvollkommenheit'.“
Das Coverfoto wurde von Armando Gallo fotografiert, der schon damals eine lange Verbindung zu Gabriel hatte, da er diesen und Genesis schon früh fotografierte. „Ich habe immer auf die Musik gehört, wenn ich ein Konzert fotografiert habe“, sagt er. „Irgendwie drückte mein Zeigefinger den Klicker im Takt der Lichter und des Schlagzeugs – das Herz der Musik. Ich war immer dankbar, dass ich Peters gesamte Konzerte fotografieren konnte. Einmal fragte ich Peter, ob es ihn nicht störe, dass ich im Orchestergraben stehe und jede seiner Bewegungen fotografiere. Nein, ich liebe es, ein freundliches Gesicht zu sehen“, antwortete er. „Das gab mir ein gutes Gefühl.“

## Titelliste
Alle Lieder wurden von Peter Gabriel geschrieben.

### Original Vinylausgabe

#### Seite 1
1. The Rhythm of the Heat – 6:26
2. I Have the Touch – 5:18
3. Not One of Us – 5:29
4. Family Snapshot – 4:44

#### Seite 2
1. D.I.Y. – 4:20
2. The Family and the Fishing Net – 7:22
3. Intruder – 5:03
4. I Go Swimming – 4:44

#### Seite 3
1. San Jacinto – 8:27
2. Solsbury Hill – 4:42
3. No Self Control – 5:03
4. I Don’t Remember – 4:19

#### Seite 4
Diese Seite wurde in der Memorial Hall, Kansas City, Kansas, am 4. Dezember 1982 aufgenommen.
1. Shock the Monkey – 7:10
2. Humdrum – 4:23
3. On the Air – 5:22
4. Biko – 7:01

### Doppel-CD-Version

#### Disc 1
1. The Rhythm of the Heat – 6:26
2. I Have the Touch – 5:18
3. Not One of Us – 5:29
4. Family Snapshot – 4:44
5. D.I.Y. – 4:20
6. The Family and the Fishing Net – 7:22
7. Intruder – 5:03
8. I Go Swimming – 4:44

#### Disc 2
1. San Jacinto – 8:28
2. Solsbury Hill – 4:40
3. No Self Control – 5:02
4. I Don’t Remember – 4:20
5. Shock the Monkey – 7:40
6. Humdrum – 4:03
7. On the Air – 5:20
8. Biko – 6:50

### Einfach-CD-Version

#### Plays Live – Highlights
1. I Have the Touch – 4:47
2. Family Snapshot – 4:47
3. D.I.Y. – 4:05
4. The Family and the Fishing Net – 7:38
5. I Go Swimming – 4:54
6. San Jacinto – 8:19
7. Solsbury Hill – 4:41
8. No Self Control – 5:04
9. I Don’t Remember – 4:12
10. Shock the Monkey – 7:10
11. Humdrum – 4:21
12. Biko – 6:52

## Singleauskopplungen
Das bisher unveröffentlichte I Go Swimming schaffte es 1983, nachdem es an die Radiostationen gesendet wurde, in die Billboard Mainstream Top 40. Der Song wurde ursprünglich für Gabriels drittes Album Peter Gabriel (Melt) aufgenommen
I Don’t Remember wurde am 4. Juli 1983 in Großbritannien als Single mit einem dazugehörigen Musikvideo veröffentlicht. Das Musikvideo entstand unter der Regie von Marcello Anciano. Das Lied erschien bereits 1980 als Single, konnte sich aber erstmals nach der Veröffentlichung der Liveversion im Juli 1983 in den britischen Singlecharts platzieren.
Im August 1983 erschien als dritte und letzte Singleauskopplung die Liveversion zu Solsbury Hill in den Vereinigten Staaten.

## Mitwirkende

### Musiker
- Larry Fast – Synthesizer, Klavier, Keyboards
- Peter Gabriel – Hauptgesang, Klavier, Synthesizer
- Tony Levin – Bassgitarre, Chapman Stick, Begleitgesang
- Jerry Marotta – Schlagzeug, Percussion, Begleitgesang
- David Rhodes – E-Gitarren, Begleitgesang

### Technisches Personal
- Greg Fulginiti – Mastering
- Peter Gabriel – Musikproduzent, Songwriter
- Armando Gallo – Fotografie
- Neil Kernon – Aufnahmetechniker, Toningenieur
- Peter Walsh – Produktion, Tontechnik, Schnitt, Abmischen, „Schummeln“
- Peter Woolliscroft – Mastering-Ingenieur

## Rezeption

### Charts und Chartplatzierungen
| ChartsChartplatzierungen       | Höchstplatzierung | Wochen |
| ------------------------------ | ----------------- | ------ |
| Deutschland (GfK)              | 40 (10 Wo.)       | 10     |
| Vereinigtes Königreich (OCC)   | 8 (9 Wo.)         | 9      |
| Vereinigte Staaten (Billboard) | 44 (16 Wo.)       | 16     |

### Auszeichnungen für Musikverkäufe
| Land/Region                  | Auszeichnungen für Musikverkäufe (Land/Region, Auszeichnung, Verkäufe) | Verkäufe |
| ---------------------------- | ---------------------------------------------------------------------- | -------- |
| Vereinigtes Königreich (BPI) | Gold                                                                   | 100.000  |
| Insgesamt                    | 1× Gold ·                                                              | 100.000  |